# Вассіан (Шишка)
Вассіан I Шишка (д/н —після 1508) — церковний діяч часів Великого князівства Литовського.

## Життєпис
Походив із впливового білоруського шляхетського роду Шишки з Мінського або Полоцького воєводства. Про діяльність відомо замало. Став архімандритом Києво-Печерського монастиря близько 1506 року. На думку деяких дослідників почав керувати монастирем перед Сильвестром, проте більшість вчених погоджується, що це сталося пізніше.
Протягом усього його настоятельства тривало протистояння з частиною ченців. Разом з тим Вассіан I мав підтримку київської шляхти. На Вассіана зроблений був якийсь донос королю Сигізмунду I, який наказав київському воєводі (Юрій Монтовтович) взяти архімандрита під варту, при цьому у нього відняли були двоє коней, кілька десятків золотих червлених, безліч перл, килимів, лисиць, куниць, бобрів, шуб. Коли за клопотанням князя Костянтина Івановича Острозького перед королем Вассіан I був звільнений і зважився їхати до Вільно, він повів для короля двох коней в повній збруї і повіз йому 50 золотих, кунью шубу, криту чорним атласом. У Вільні був схоплений і поміщений в кайдани тивуном Бутрімом, який при цьому відняв у нього всі подарунки, призначені королю та 40 кіп литовських грошей, 40 золотих угорських і багато інших речей.
Боротьба за повернення архімандрії Києво-Печерського монастиря з боку Вассіана тривала в подальшому. Ймовірно він на деякий час отримав грамоту на архімандрію в часи настоятельства Іони I, також можливо продовжив боротьбу з іншим настоятелем — Протасієм I. З огляду на це виявилася плутанина — Вассіана Шишку зарахували як Вассіана II. Помер ймовірно десь у 1510-х роках.